# Juntos (coalizão francesa)
Juntos (no francês: Ensemble) é uma coalizão política da França fundada pelo presidente francês, Emmanuel Macron em novembro de 2021. Inicialmente fundada com nome de Ensemble Citoyens, a coalizão reuni partidos políticos de tendências liberais, centristas  e principalmente a favor da integração francesa na União Europeia, como o caso do Renascimento, partido do presidente Macron e destacadamente o maior dentro da coalizão. Além do Renascimento, a Ensemble inclui o Movimento Democrático (MoDem), a União dos Democratas e Independentes (UDI) e Horizontes.

## Partidos integrantes
| Partido | Partido | Partido                              | Partido  | Ideologia               | Espectro Político       | Líder                   |
| ------- | ------- | ------------------------------------ | -------- | ----------------------- | ----------------------- | ----------------------- |
|         |         | Renascimento                         | RE       | Liberalismo Social      | Centro                  | Stéphane Séjourné       |
|         |         | Movimento Democrático                | MoDem    | Democracia Cristã       | Centro à Centro-direita | François Bayrou         |
|         |         | Horizontes                           | Horizons | Conservadorismo Liberal | Centro-direita          | Édouard Philippe        |
|         |         | União dos Democratas e Independentes | UDI      | Liberalismo             | Centro à Centro-direita | Jean-Christophe Lagarde |
|         |         | Partido Radical                      | PRV      | Liberalismo             | Centro                  | Laurent Hénart          |
|         |         | En Commun                            | EC       | Política verde          | Centro-esquerda         | Philippe Hardouin       |
|         |         | Federação Progressita                | FP       | Social-democracia       | Centro-esquerda         | François Rebsamen       |
|         |         | Refundação Republicana               | RR       | Gaulismo Social         | Centro-esquerda         | Jean-Yves Autexier      |

## Resultados Eleitorais

### Eleições legislativas
| Data | 1ª Volta | 1ª Volta  | 1ª Volta   | 1ª Volta | 2ª Volta | 2ª Volta  | 2ª Volta     | 2ª Volta | Deputados | +/- | Status              |
| Data | CI.      | Votos     | %          | +/-      | CI.      | Votos     | %            | +/-      | Deputados | +/- | Status              |
| ---- | -------- | --------- | ---------- | -------- | -------- | --------- | ------------ | -------- | --------- | --- | ------------------- |
| 2022 | 1.º      | 5,857,364 | 25,7 / 100 |          | 1.º      | 8,002,419 | 38,5 / 100,0 |          | 245 / 577 |     | Governo minoritário |
| 2024 | 3.º      | 6,820,261 | 21,2 / 100 | 5,8      | 3.º      | 6 314 610 | 21,2 / 100   | 17,3     | 168 / 577 | 77  | Governo minoritário |